# Районы Саморы

## Районы (комарки)Саморы
1. Sanabria ---> Санабрия
2. La Carballeda ---> Ла-Карбальеда
3. Tierra de Campos ---> Тьерра-де-Кампос
4. Aliste ---> Алисте
5. Tábara ---> Тьерра-де-Табара
6. Alba ---> Тьерра-де-Альба
7. Benavente y Los Valles ---> Бенавенте-и-Лос-Вальес
8. Tierra del Pan ---> Тьерра-дель-Пан
9. Alfoz de Toro ---> Альфос-де-Торо
10. Sayago ---> Сайяго (Самора)
11. Tierra del Vino ---> Тьерра-дель-Вино
12. La Guareña ---> Ла-Гварения